# Boussais
 Boussais  es una población y comuna francesa, en la región de Poitou-Charentes, departamento de Deux-Sèvres, en el distrito de Parthenay y cantón de Airvault.

## Demografía
| 643 | 622 | 553 | 478 | 422 | 398 |
| Para los censos de 1962 a 1999 la población legal corresponde a la población sin duplicidades (Fuente: INSEE [Consultar]) |     |     |     |     |     |

## Historia
En 1972 pasó a formar parte de la comuna de Airvault y en 1984 fue reconstituida a partir de sus antiguos territorios.